# Campang Jaya
Campang Jaya is een bestuurslaag in het regentschap Ogan Komering Ulu Selatan van de provincie Zuid-Sumatra, Indonesië. Campang Jaya telt 711 inwoners (volkstelling 2010).